# Dlhá nad Oravou
Dlhá nad Oravou (in ungherese Dluha) è un comune della Slovacchia facente parte del distretto di Dolný Kubín, nella regione di Žilina.